# Eduards Emsis
Eduards Emsis (Riga, 23 febbraio 1996) è un calciatore lettone, centrocampista del Super Nova e della nazionale lettone.

## Carriera

### Club
Ha giocato nella massima serie lettone, in quella armena ed in quella finlandese.
Il 2 agosto 2023 è stato reso noto il suo trasferimento ai norvegesi del Raufoss: ha firmato un contratto valido per il successivo anno e mezzo e ha scelto di vestire la maglia numero 6.

### Nazionale
Nel 2018 ha esordito in nazionale.

## Statistiche

### Cronologia presenze e reti in nazionale
| Cronologia completa delle presenze e delle reti in nazionale ― Lettonia | Cronologia completa delle presenze e delle reti in nazionale ― Lettonia | Cronologia completa delle presenze e delle reti in nazionale ― Lettonia | Cronologia completa delle presenze e delle reti in nazionale ― Lettonia | Cronologia completa delle presenze e delle reti in nazionale ― Lettonia | Cronologia completa delle presenze e delle reti in nazionale ― Lettonia | Cronologia completa delle presenze e delle reti in nazionale ― Lettonia | Cronologia completa delle presenze e delle reti in nazionale ― Lettonia |
| Data                                                                    | Città                                                                   | In casa                                                                 | Risultato                                                               | Ospiti                                                                  | Competizione                                                            | Reti                                                                    | Note                                                                    |
| ----------------------------------------------------------------------- | ----------------------------------------------------------------------- | ----------------------------------------------------------------------- | ----------------------------------------------------------------------- | ----------------------------------------------------------------------- | ----------------------------------------------------------------------- | ----------------------------------------------------------------------- | ----------------------------------------------------------------------- |
| 3-2-2018                                                                | Aksu                                                                    | Corea del Sud                                                           | 1 – 0                                                                   | Lettonia                                                                | Amichevole                                                              | -                                                                       | 64’                                                                     |
| 3-9-2020                                                                | Riga                                                                    | Lettonia                                                                | 0 – 0                                                                   | Andorra                                                                 | UEFA Nations League 2020-2021 - 1º turno                                | -                                                                       |                                                                         |
| 6-9-2020                                                                | Ta' Qali                                                                | Malta                                                                   | 1 – 1                                                                   | Lettonia                                                                | UEFA Nations League 2020-2021 - 1º turno                                | -                                                                       |                                                                         |
| 7-10-2020                                                               | Podgorica                                                               | Montenegro                                                              | 1 – 1                                                                   | Lettonia                                                                | Amichevole                                                              | -                                                                       | 46’ 50’                                                                 |
| 10-10-2020                                                              | Tórshavn                                                                | Fær Øer                                                                 | 1 – 1                                                                   | Lettonia                                                                | UEFA Nations League 2020-2021 - 1º turno                                | -                                                                       | 82’                                                                     |
| 13-10-2020                                                              | Riga                                                                    | Lettonia                                                                | 0 – 1                                                                   | Malta                                                                   | UEFA Nations League 2020-2021 - 1º turno                                | -                                                                       | 63’                                                                     |
| 30-3-2021                                                               | Istanbul                                                                | Turchia                                                                 | 3 – 3                                                                   | Lettonia                                                                | Qual. Mondiali 2022                                                     | -                                                                       | 71’                                                                     |
| 4-6-2021                                                                | Riga                                                                    | Lettonia                                                                | 3 – 1                                                                   | Lituania                                                                | Coppa del Baltico 2021                                                  | 1                                                                       |                                                                         |
| 7-6-2021                                                                | Düsseldorf                                                              | Germania                                                                | 7 – 1                                                                   | Lettonia                                                                | Amichevole                                                              | -                                                                       |                                                                         |
| 10-6-2021                                                               | Tallinn                                                                 | Estonia                                                                 | 2 – 1                                                                   | Lettonia                                                                | Coppa del Baltico 2021                                                  | -                                                                       |                                                                         |
| 1-9-2021                                                                | Riga                                                                    | Lettonia                                                                | 3 – 1                                                                   | Gibilterra                                                              | Qual. Mondiali 2022                                                     | -                                                                       |                                                                         |
| 4-9-2021                                                                | Riga                                                                    | Lettonia                                                                | 0 – 2                                                                   | Norvegia                                                                | Qual. Mondiali 2022                                                     | -                                                                       |                                                                         |
| 7-9-2021                                                                | Podgorica                                                               | Montenegro                                                              | 0 – 0                                                                   | Lettonia                                                                | Qual. Mondiali 2022                                                     | -                                                                       |                                                                         |
| 8-10-2021                                                               | Riga                                                                    | Lettonia                                                                | 0 – 1                                                                   | Paesi Bassi                                                             | Qual. Mondiali 2022                                                     | -                                                                       | 89’                                                                     |
| 11-10-2021                                                              | Riga                                                                    | Lettonia                                                                | 1 – 2                                                                   | Turchia                                                                 | Qual. Mondiali 2022                                                     | -                                                                       |                                                                         |
| 13-11-2021                                                              | Oslo                                                                    | Norvegia                                                                | 0 – 0                                                                   | Lettonia                                                                | Qual. Mondiali 2022                                                     | -                                                                       | 53’                                                                     |
| 25-3-2022                                                               | Ta' Qali                                                                | Lettonia                                                                | 1 – 1                                                                   | Kuwait                                                                  | Amichevole                                                              | -                                                                       | 39’                                                                     |
| 3-6-2022                                                                | Riga                                                                    | Lettonia                                                                | 3 – 0                                                                   | Andorra                                                                 | UEFA Nations League 2022-2023 - 1º turno                                | -                                                                       | 86’                                                                     |
| 6-6-2022                                                                | Riga                                                                    | Lettonia                                                                | 1 – 0                                                                   | Liechtenstein                                                           | UEFA Nations League 2022-2023 - 1º turno                                | -                                                                       | 57’                                                                     |
| 10-6-2022                                                               | Chișinău                                                                | Moldavia                                                                | 2 – 4                                                                   | Lettonia                                                                | UEFA Nations League 2022-2023 - 1º turno                                | -                                                                       | 80’                                                                     |
| 14-6-2022                                                               | Vaduz                                                                   | Liechtenstein                                                           | 0 – 2                                                                   | Lettonia                                                                | UEFA Nations League 2022-2023 - 1º turno                                | -                                                                       | 71’                                                                     |
| 22-9-2022                                                               | Riga                                                                    | Lettonia                                                                | 1 – 2                                                                   | Moldavia                                                                | UEFA Nations League 2022-2023 - 1º turno                                | -                                                                       |                                                                         |
| 25-9-2022                                                               | Andorra la Vella                                                        | Andorra                                                                 | 1 – 1                                                                   | Lettonia                                                                | UEFA Nations League 2022-2023 - 1º turno                                | -                                                                       | 28’ 82’                                                                 |
| 16-11-2022                                                              | Riga                                                                    | Lettonia                                                                | 1 – 1 (5 – 3 dtr)                                                       | Estonia                                                                 | Coppa del Baltico 2022                                                  | -                                                                       |                                                                         |
| 19-11-2022                                                              | Riga                                                                    | Lettonia                                                                | 1 – 1 (7 – 8 dtr)                                                       | Islanda                                                                 | Coppa del Baltico 2022                                                  | -                                                                       | 81’ 88’                                                                 |
| 16-6-2023                                                               | Riga                                                                    | Lettonia                                                                | 2 – 3                                                                   | Turchia                                                                 | Qual. Euro 2024                                                         | 1                                                                       | 51’, 82’                                                                |
| 8-9-2023                                                                | Fiume                                                                   | Croazia                                                                 | 5 – 0                                                                   | Lettonia                                                                | Qual. Euro 2024                                                         | -                                                                       |                                                                         |
| 11-9-2023                                                               | Riga                                                                    | Lettonia                                                                | 0 – 2                                                                   | Galles                                                                  | Qual. Euro 2024                                                         | -                                                                       | 78’                                                                     |
| 12-10-2023                                                              | Riga                                                                    | Lettonia                                                                | 2 – 0                                                                   | Armenia                                                                 | Qual. Euro 2024                                                         | -                                                                       | 65’                                                                     |
| 15-10-2023                                                              | Konya                                                                   | Turchia                                                                 | 4 – 0                                                                   | Lettonia                                                                | Qual. Euro 2024                                                         | -                                                                       | 46’ 49’                                                                 |
| 21-11-2023                                                              | Varsavia                                                                | Polonia                                                                 | 2 – 0                                                                   | Lettonia                                                                | Amichevole                                                              | -                                                                       |                                                                         |
| 21-3-2024                                                               | Limassol                                                                | Cipro                                                                   | 1 – 1                                                                   | Lettonia                                                                | Amichevole                                                              | -                                                                       | 78’                                                                     |
| 26-3-2024                                                               | Larnaca                                                                 | Lettonia                                                                | 1 – 1                                                                   | Liechtenstein                                                           | Amichevole                                                              | -                                                                       | 76’                                                                     |
| Totale                                                                  |                                                                         | Presenze                                                                | 33                                                                      |                                                                         | Reti                                                                    | 2                                                                       |                                                                         |

## Palmarès

### Club

#### Competizioni nazionali
- Coppa d'Armenia: 1

Noah: 2019-2020
- Coppa d'Albania: 1

Egnatia: 2022-2023